# Autoportrait (Vouet)
Pour les articles homonymes, voir Autoportrait (homonymie).
Autoportrait est un tableau de Simon Vouet réalisé en 1626-1627, une peinture à l'huile sur toile conservée au musée des Beaux-Arts de Lyon.

## Histoire
Ce tableau a été peint à Rome, tandis que Vouet était le protégé du pape Urbain VIII et du cardinal Del Monte, avant qu'il ne devienne le peintre attitré de Louis XIII qui le rappelle en France en 1627 et ne connaisse un grand renom. Il est possible que ce tableau intimiste, dont la facture s'apparente à celle d'une œuvre romantique, soit un cadeau de mariage à la peintre Virginia Vezzi que Vouet épousa en 1626, l'année même où il commença cet autoportrait.
Ultérieurement, Nicolas Mignard, dont Vouet eut le frère Pierre comme élève, réalisa un dessin du peintre qui s'inspirait de ce tableau.

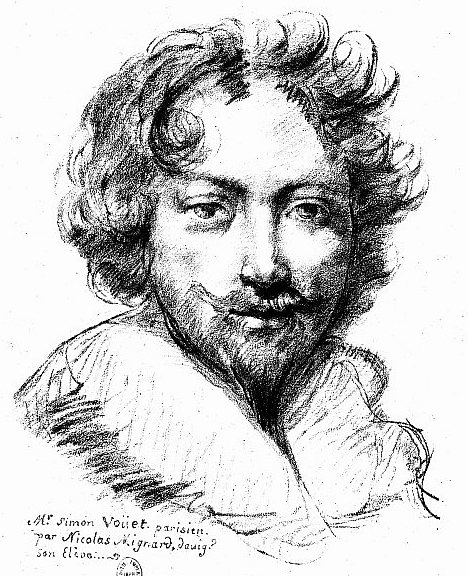
Simon Vouet par Nicolas Mignard

Le tableau a été présenté lors de l'exposition De Rembrandt au selfie, qui s'est tenue au musée des Beaux-Arts de Lyon en 2016.

## Description
Ce tableau est un autoportrait de Vouet, ici présenté sans aucun artifice lié à son rang social, sinon une collerette toute simple. Ses yeux apparaissent humides, sa bouche entrouverte comme s'il s'adressait au spectateur, ses cheveux ébouriffés avec une mèche bouclée au niveau du front et une autre, longue, tombant sur son épaule gauche.